# Надіївка (Лозівський район)
Надіївка (до 2025 року — Надеждівка) — село в Україні, у Лозівській міській громаді Лозівського району Харківської області. Населення становить 537 осіб. До 2020 орган місцевого самоврядування — Надеждівська сільська рада. Сільській раді були підпорядковані населені пункти Привілля, Миролюбівка, Федорівка.

## Географія
Село Надіївка знаходиться на лівому березі річки Бритай в місці впадання в неї річки Попельня. Русло річки використовується під Канал Дніпро — Донбас. На протилежному березі річки розташовані села Богомолівка, Благодатне та Тихопілля.
Село розташоване за 35 км від районного центру і за 12 км від залізничної станції Краснопавлівка.

## Історія
Село засноване в 1900 році.
За радянської влади в селі був колгосп імені Пархоменка (3600 гектарів сільськогосподарських угідь), спеціалізувався на зерно-м'ясо-молочному напрямкові господарства.
12 червня 2020 року, відповідно до Розпорядження Кабінету Міністрів України  № 725-р «Про визначення адміністративних центрів та затвердження територій територіальних громад Харківської області», увійшло до складу Лозівської міської громади.
19 липня 2020 року, в результаті адміністративно-територіальної реформи та ліквідації колишнього Лозівського району (1923—2020), увійшло до складу новоутвореного Лозівського району Харківської області.
22 червня 2023 року рішенням №230 Національної комісії зі стандартів державної мови віднесено до списку населених пунктів, які «можуть не відповідати лексичним нормам української мови», зокрема стосуватися «російської імперської чи колоніальної політики». Громаді рекомендовано обґрунтувати доцільність збереження поточної назви або запропонувати нову назву в установленому законодавством порядку.
05 червня 2025 року відповідно до Постанови Верховної Ради України № 4483-IX село Надеждівка було перейменовано на село Надіївка. Постанова набула чинності 18 червня 2025 року.

## Населення

### Мова
Розподіл населення за рідною мовою за даними перепису 2001 року:
| Мова            | Кількість | Відсоток |
| --------------- | --------- | -------- |
| українська      | 501       | 93.30%   |
| російська       | 34        | 6.33%    |
| інші/не вказали | 3         | 0.37%    |
| Усього          | 225       | 100%     |

## Об'єкти соціальної сфери
- Школа.